# Eutrichosiphum alnifoliae
Eutrichosiphum alnifoliae är en insektsart. Eutrichosiphum alnifoliae ingår i släktet Eutrichosiphum och familjen långrörsbladlöss. Inga underarter finns listade i Catalogue of Life.